# Urso-pardo-de-stickeen
O urso-pardo-de-stickeen (Ursus arctos stikeenensis) é uma subespécie de urso-pardo descrita por Merriam em 1914, encontrada desde o noroeste da Colúmbia Britânica, do rio Stikine ao rio Skeena, até o sul do Território de Yukon. É uma das sete subespécies de urso-pardo ainda presentes na América do Norte.